# Anomala leotaudi
Anomala leotaudi är en skalbaggsart som beskrevs av Blanchard 1851. Anomala leotaudi ingår i släktet Anomala och familjen Rutelidae. Inga underarter finns listade i Catalogue of Life.